# Osvaldo Suárez
Juan Osvaldo Roberto Suárez (17 de Março de 1934 – 16 de Fevereiro de 2018) nascido na cidade de Wilde, na província de Buenos Aires) foi um corredor de longa distância da Argentina que ganhou quatro medalhas de ouro nos Jogos Pan-Americanos. Ele representou o seu país natal em dois Jogos Olímpicos de Verão: 1960 e 1964.
Venceu a Corrida Internacional de São Silvestre de São Paulo em 1958, 1959 e 1960.
Depois de sua carreira ativa, ele se tornou um treinador de atletismo profissional.